# Philosophia
Philosophia – wspólny album muzyczny polskiego basisty jazzowego Wojciecha Mazolewskiego i angielskiego muzyka rockowego Johna Portera, wydany 24 maja 2019 przez Chaos Management Group / Agorę. Nominacja do Fryderyka 2020 w kategorii Album Roku Rock.

## Lista utworów
| Nr  | Tytuł utworu             | Długość |
| --- | ------------------------ | ------- |
| 1.  | „Broken Heart Sutra”     | 5:19    |
| 2.  | „Six Feet Under”         | 4:07    |
| 3.  | „Don't Ask Me Questions” | 3:33    |
| 4.  | „Strangers”              | 3:55    |
| 5.  | „Life Story”             | 3:50    |
| 6.  | „Melancholia”            | 5:02    |
| 7.  | „Black Dress”            | 3:51    |
| 8.  | „Orange Sunchine”        | 3:43    |
| 9.  | „Nothing Makes Sense”    | 3:07    |
| 10. | „Driver”                 | 3:13    |
| 11. | „1, 2, 3 and …”          | 3:56    |
| 12. | „All About You”          | 3:56    |
| 13. | „Soul Mountain”          | 4:43    |
| 14. | „Place of No Return”     | 4:25    |
|     |                          | 56:40   |

## Nagrody i wyróżnienia
- 2019: «Najlepsze polskie płyty 2019 roku» wg tygodnika Polityka: 7. miejsce[3]
- 2019: Najlepsze płyty 2019 roku według „Teraz Rocka”: 7. miejsce[4]